# Namul
Con il termine namul si possono indicare sia alcune varietà di erbe e foglie commestibili dall'uomo, sia i piatti preparati con le suddette. Rappresentano un tipico ingrediente della cucina coreana, soprattutto quella tradizionale.
Le erbe e le foglie che costituiscono il namul sono piuttosto varie, possono essere sia spontanee sia coltivate e cambiano in base alle stagioni; le più utilizzate sono:
- sannamul (in coreano 산나물?, ovvero namul di montagna) costituito da erbe e foglie spontanee e selvatiche
- bomnamul (in coreano 봄나물?, ovvero namul di primavera) costituito da erbe e foglie di primavera
- boreum namul (in coreano 보름나물?, ovvero namul della luna piena), una varietà consumata insieme all'ogokbap durante la festa di daeboreum che cade alla prima luna piena dell'anno.

## Ingredienti
Idealmente qualunque tipo di erba o foglia, spontanea o coltivata, può essere considerata namul, perciò la lista è molto varia.

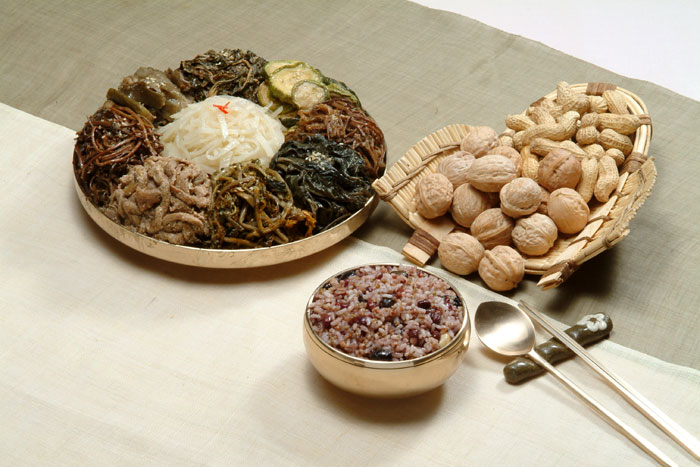
Ogokbap con namul bureum

### Piante
- aehobak (애호박, zucchine coreane)
- bak (박, zucca)
- banga (방아, menta coreana)
- bangpung (방풍, finocchio)
- germogli
  - kongnamul (콩나물, germogli di soia)
  - sukjunamul (숙주나물, germogli di fagiolo)
- bireum (비름, amaranto)
- bomdong (봄동, cavolo coreano)
- buchu (부추, aglio cinese)
- chamnamul (참나물, pimpinella a frutto corto)
- chopi (초피, pepe coreano)
- chwinamul (취나물)
  - chamchwi (참취)
  - gomchwi (곰취, senecione)
  - seodeolchwi (서덜취, saussurea grandiflora)
- dallae (달래, erba cipollina selvatica coreana)
- daraesun (다래순, germogli di kiwi)
- deodeok (더덕, deodeok)
- dolnamul (돌나물, borracina)
- doraji (도라지, radice di campanula grandiflora)
- dureup (두릅, radice di aralia coreana)
- eumnamusun (음나무순, corteccia e radice di ricino)
- gaji (가지, melanzana)
- gat (갓, senape verde)
- geundae (근대, bietola)
- kkaennip (깻잎, perilla)
- kkwonguidari (꿩의다리, pigamo colombino)
- gobi (고비, felce asiatica reale)
- godeulppaegi (고들빼기, soffione asiatico)
- gogumasun (고구마순, patata dolce)
- gondre (곤드레, cardo coreano)
- gosari (고사리, pteridium asiatica)
- gwangdaenamul (광대나물, Falsa ortica reniforme)
- memil (메밀, grano saraceno)
- meowi (머위, petasites gigante)
- minari (미나리, prezzemolo giapponese)
- mindeullae (민들레, soffione coreano)
- mu (무, rapa coreana)
- musun (무순, germogli di rapa)
- myeongi (명이, cipolla siberiana)
- naengi (냉이, borsa del pastore)
- nogak (노각, cetriolo)
- oi (오이, cetriolo)
- pa (파, scalogno o cipolla verde)
  - daepa (대파, erba cipollina)
  - jjokpa (쪽파, cipolla wakegi)
  - silpa (실파, scalogno giovane)
- padeudeuknamul (파드득나물, prezzemolo selvatico dell'Asia orientale)
- pulsomdae (풀솜대, falso mughetto)
- samnamul (삼나물, tragopogon o barba di capra)
- sebalnamul (세발나물, spergularia salina)
- seomssukbujaengi (섬쑥부쟁이, Ulleungdo aster)
- sigeumchi (시금치, spinacio)
- siraegi (시래기, rapa verde essiccata)
- sseumbagwi (씀바귀, Ixeridium dentatum)
- ssukgat (쑥갓, Glebionis coronaria)
- ssuk (쑥, artemisia)
- ttangdureup (땅두릅, aralia)
- usannamul (우산나물, pianta a ombrello)
- wonchuri (원추리, hemerocallis)
- yuchae (유채, colza)
- yunpannamul (윤판나물, Disporum uniflorum)
- yunpannamulajaebi (윤판나물아재비, Disporum sessile)

### Alghe marine
- miyeok (미역, wakame)
- parae (파래, aonori)
- tot (톳, hijiki)

### Funghi
- neutari (느타리, orecchione)
- paengi (팽이, enoki)
- pyogo (표고, shiitake)
- songi (송이, matsutake)
- yangsongi (양송이, champignon)

### Altro
- gonyak (곤약, gelatina di konjac)
- muk (묵)
  - dotorimuk (도토리묵, gelatina di ghiande)
  - memilmuk (메밀묵, gelatina di grano saraceno)
  - nokdumuk (녹두묵, gelatina di fagioli)
    - cheongpomuk (청포묵, gelatina di fagioli bianchi)
    - hwangpomuk (황포묵, gelatina di fagioli gialli)
- soesim (쇠심, tendini di carne)

## Piatti connamul
Vista la varietà di piante, funghi, alghe, ecc. che possono comporre il namul, i piatti che lo utilizzano sono dei più diversi e vari tra loro, per esempio vengono ampiamente utilizzati in frittate che prendono il nome del tipo di namul usato, oppure vengono fatti bollire in zuppe come la Jijimi.
Uno dei piatti più noti e antichi con il namul è il Gujeolpan che ne impiega molte varianti, il più diffuso è invece il bibimbap, costituito da riso bollito e namul, il tutto mescolato.
Il namul viene servito anche come contorno (banchan) durante il tipico pasto coreano.

## Galleria d'immagini

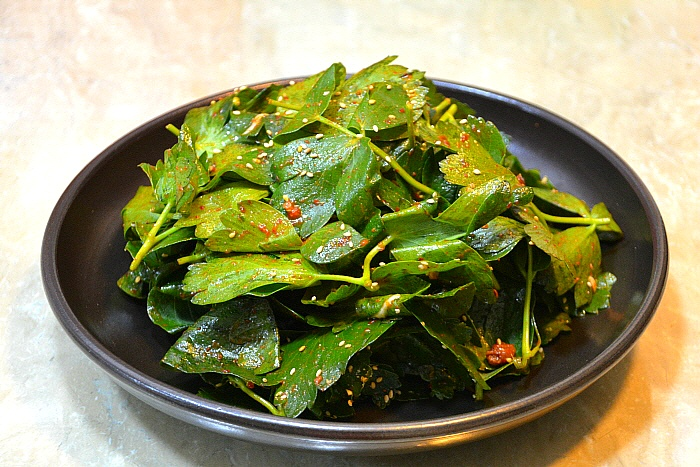
bangpungnamul
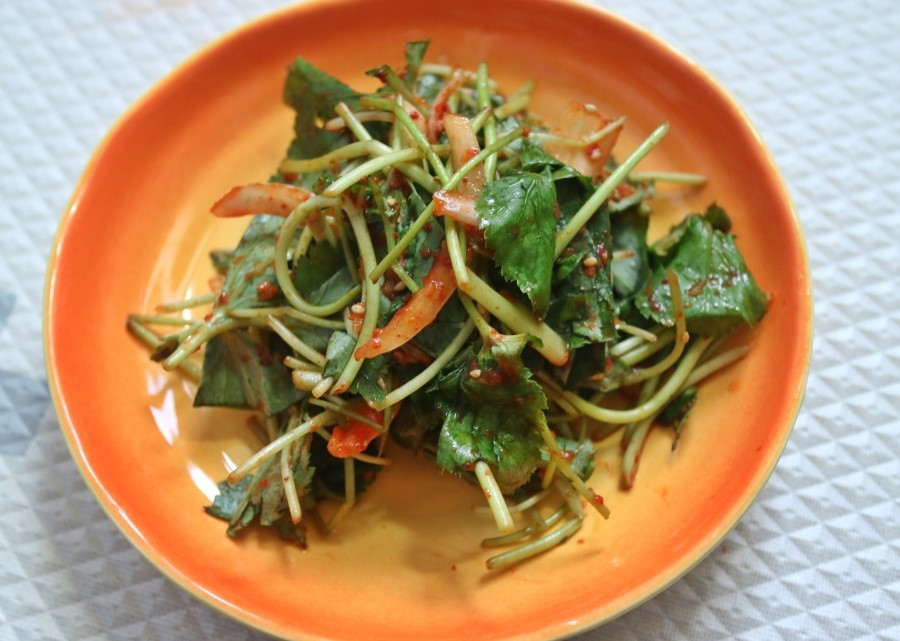
chamnamul
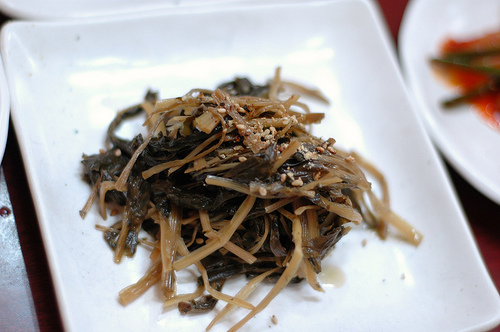
chwinamul
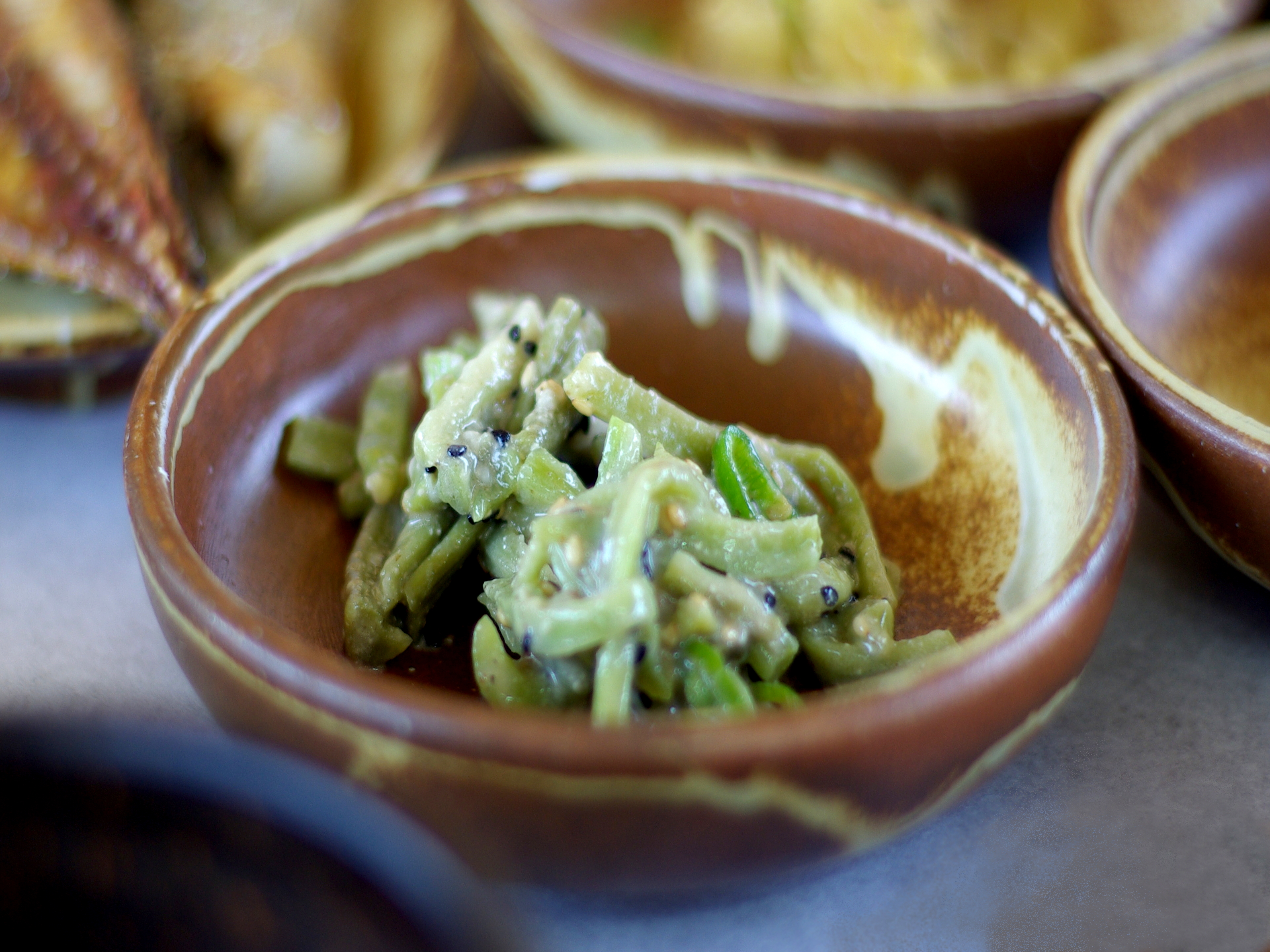
gogumasunnamul
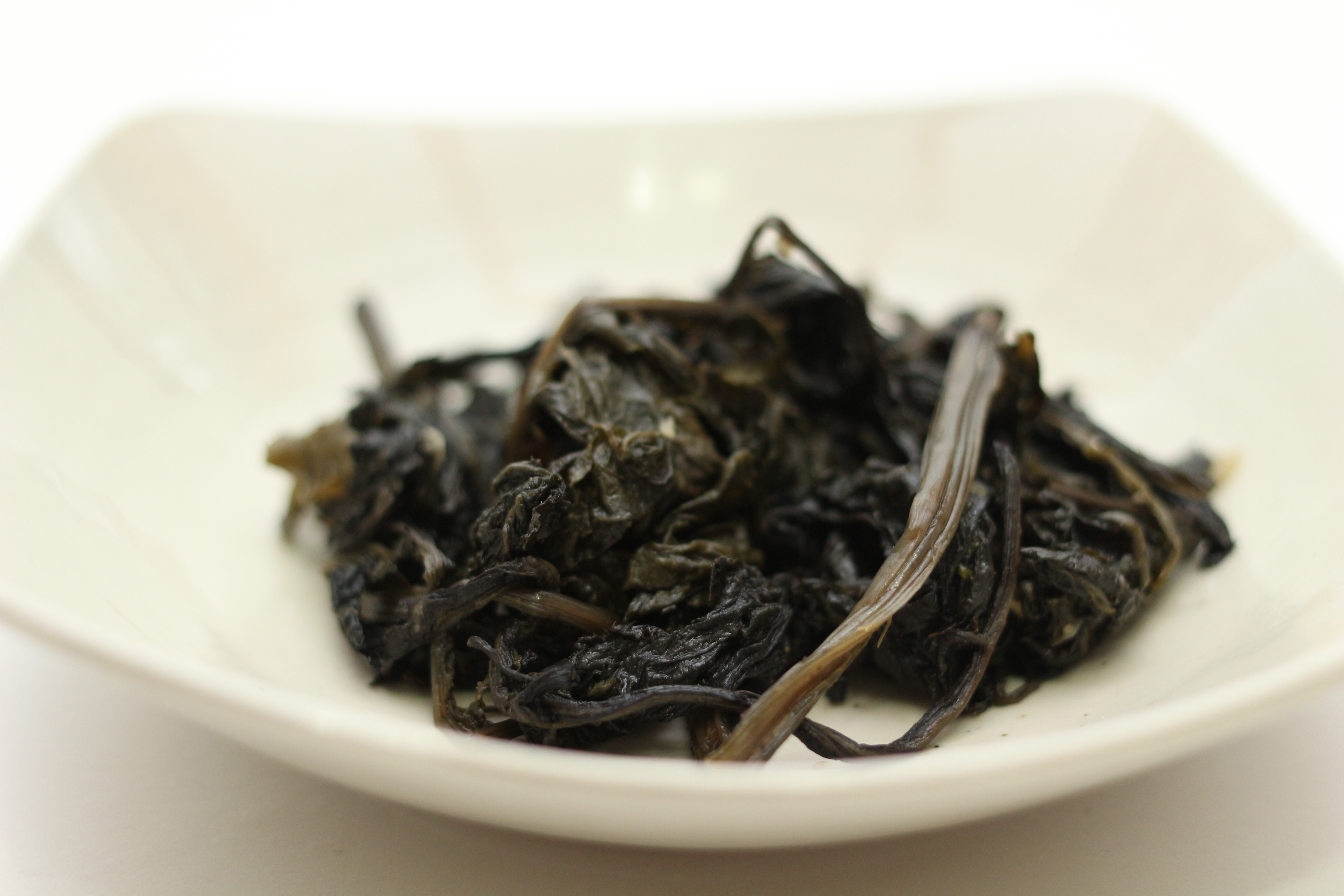
gondrenamul
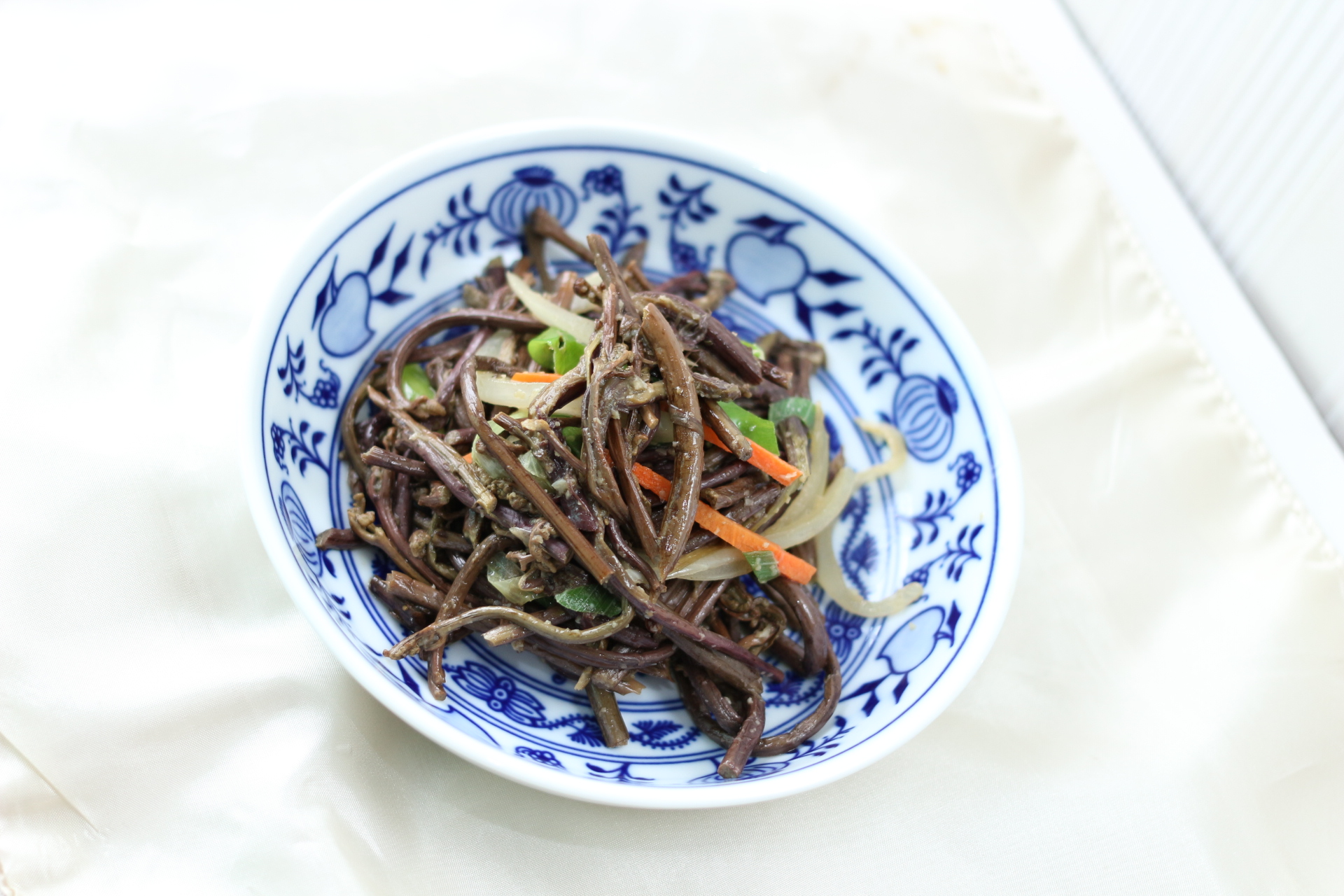
gosarinamul
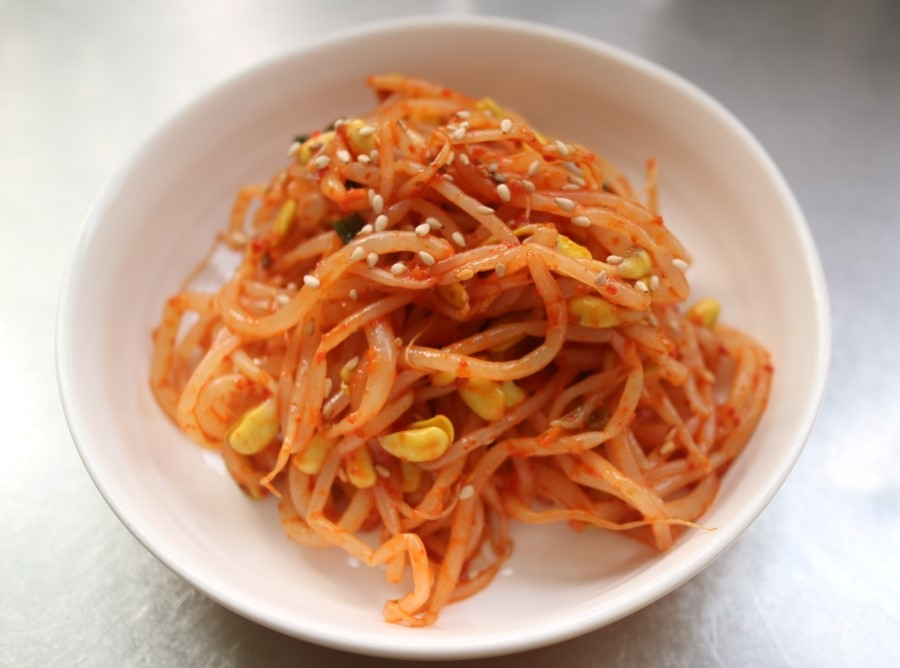
kongnamul
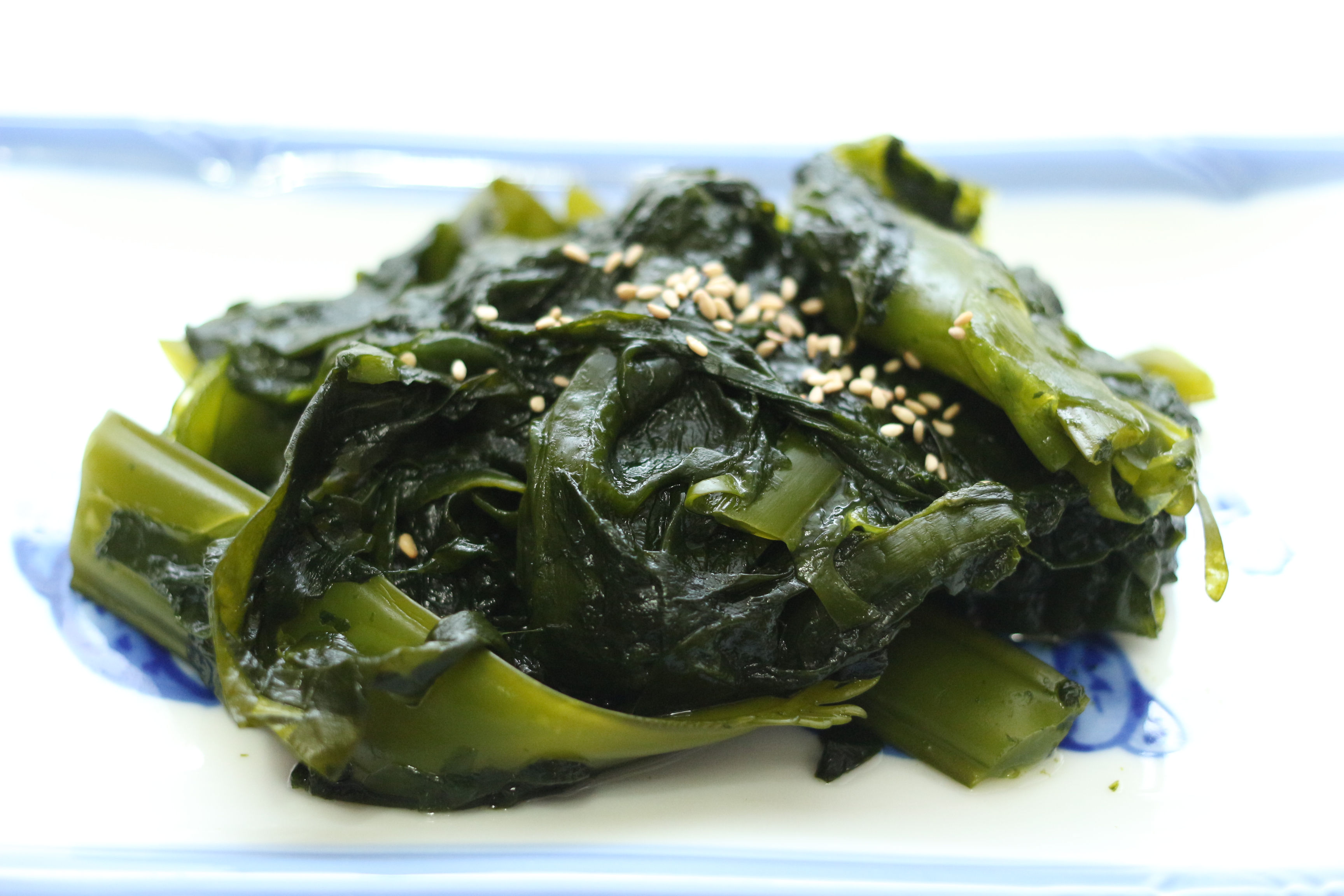
miyeoknamul
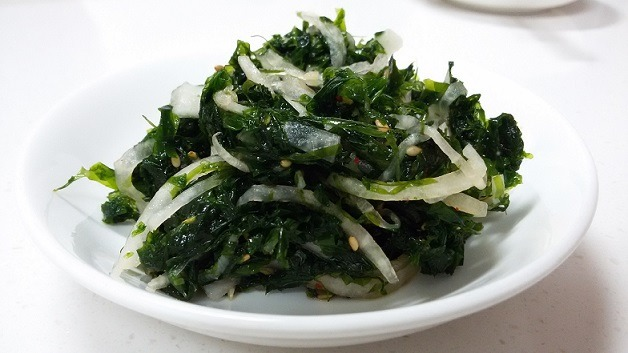
paraenamul
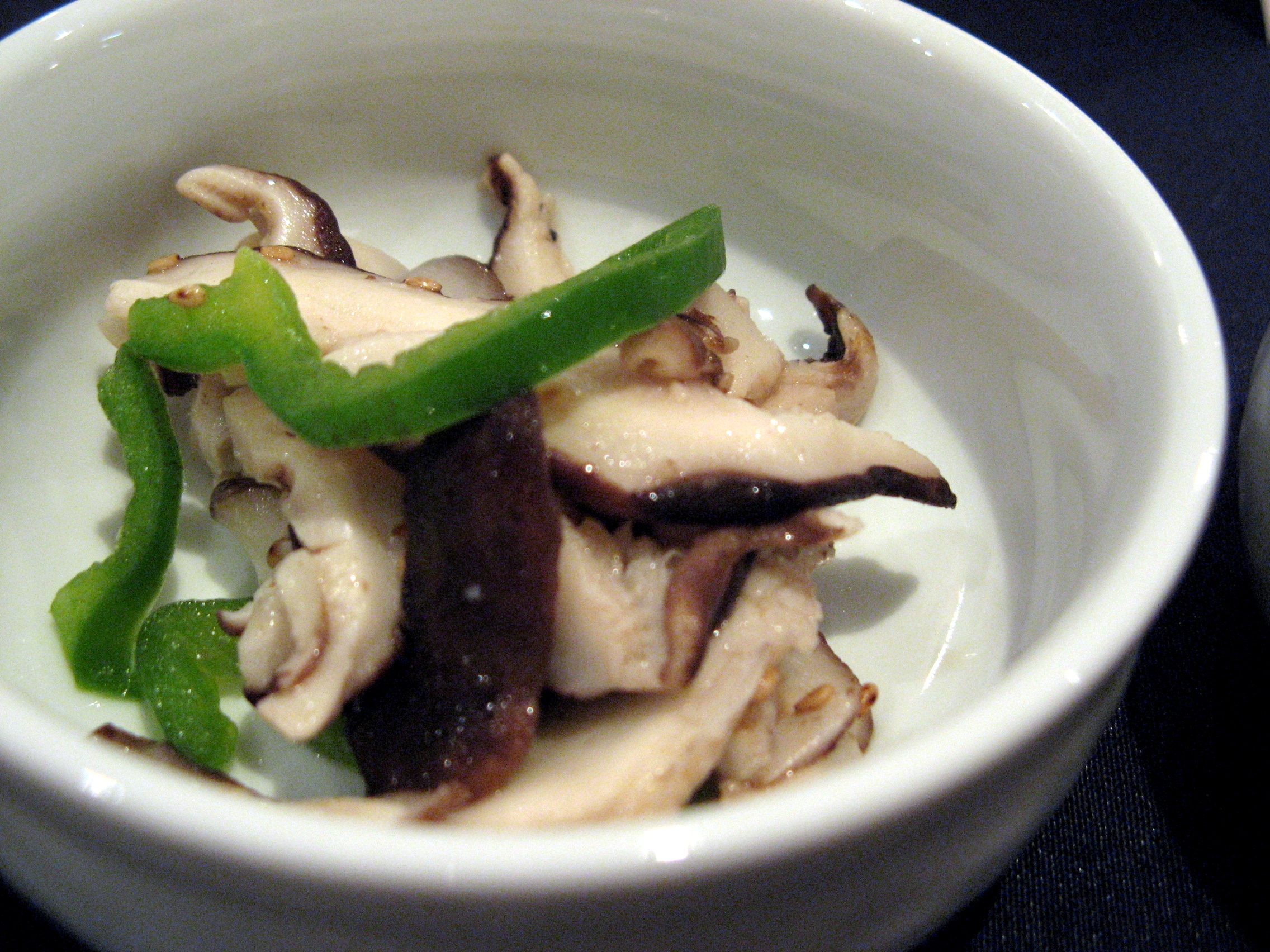
pyogonamul
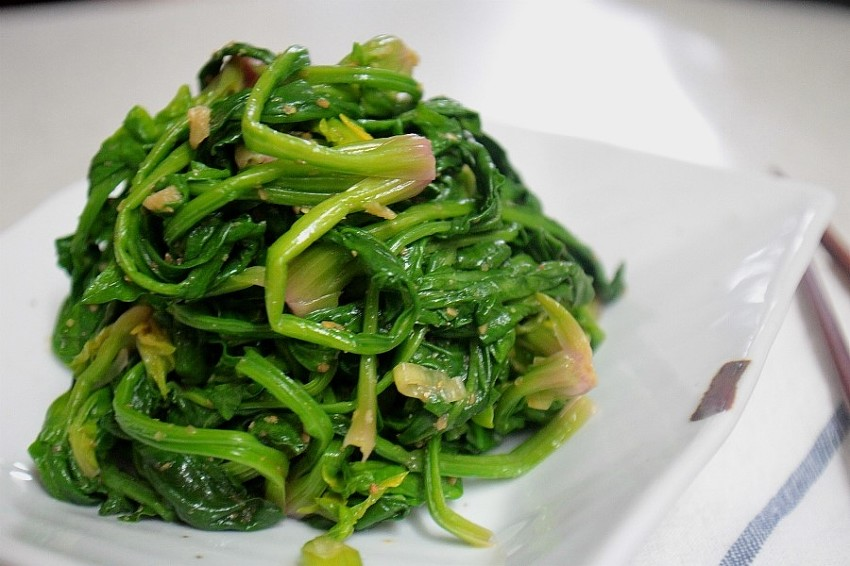
sigeumchinamul
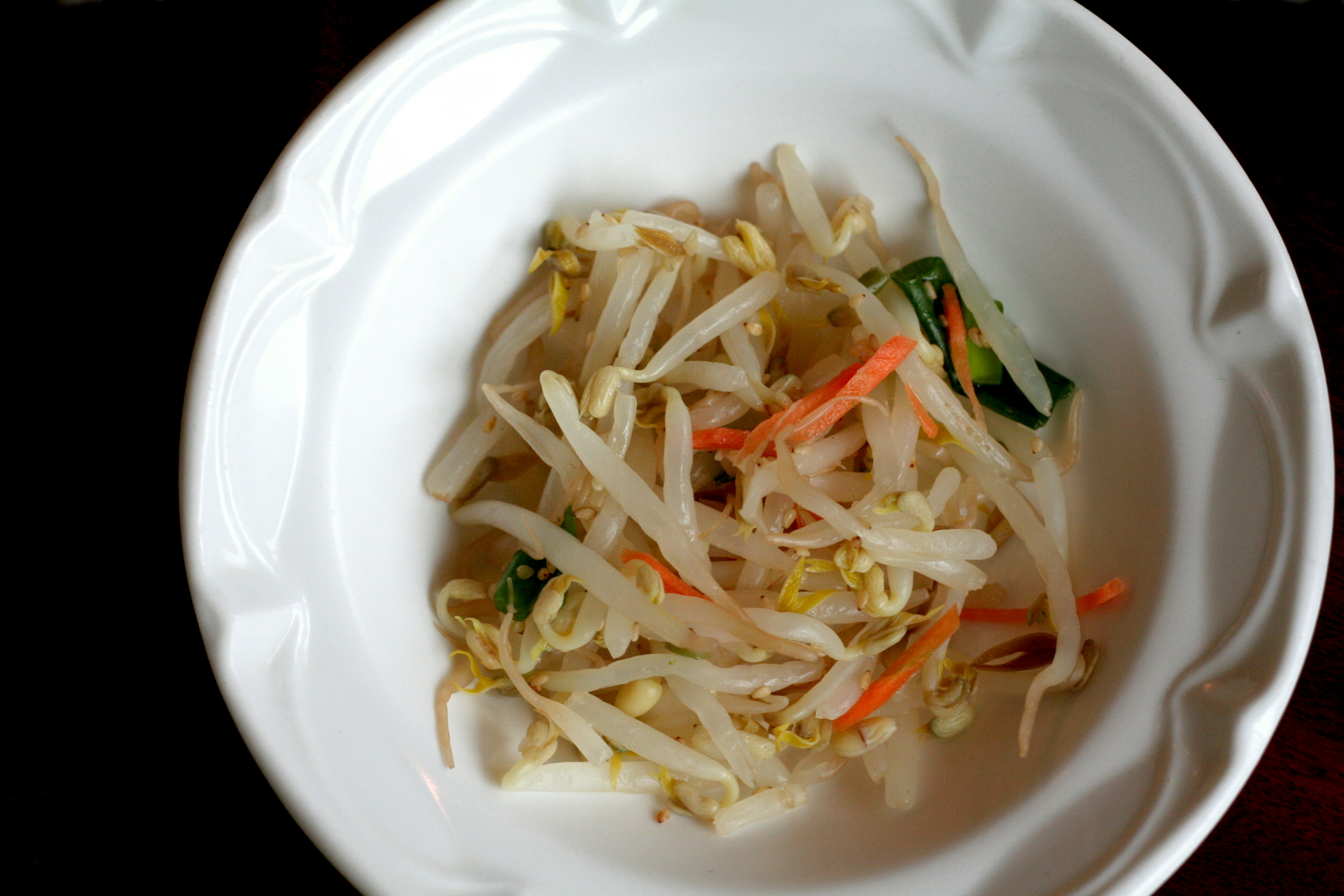
sukjunamul
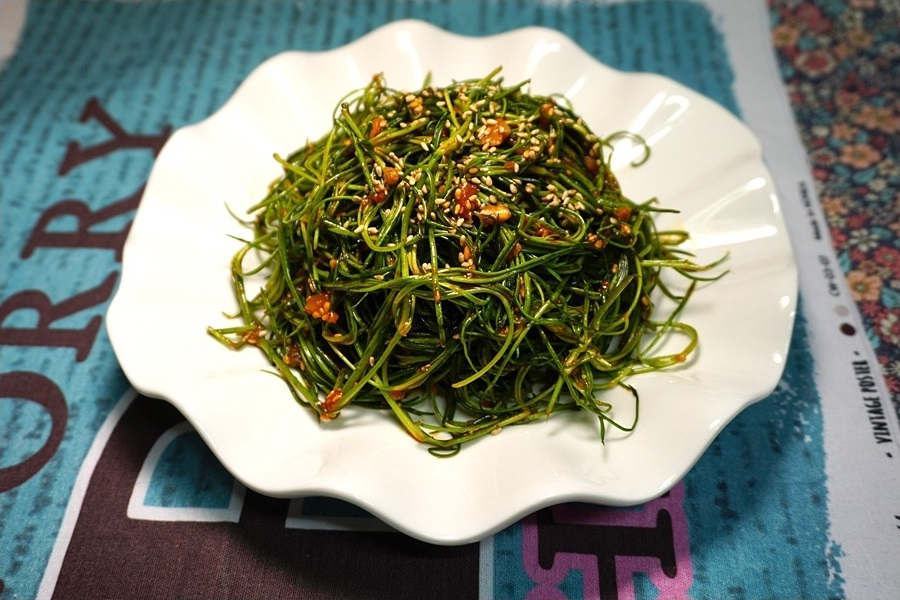
sebalnamul
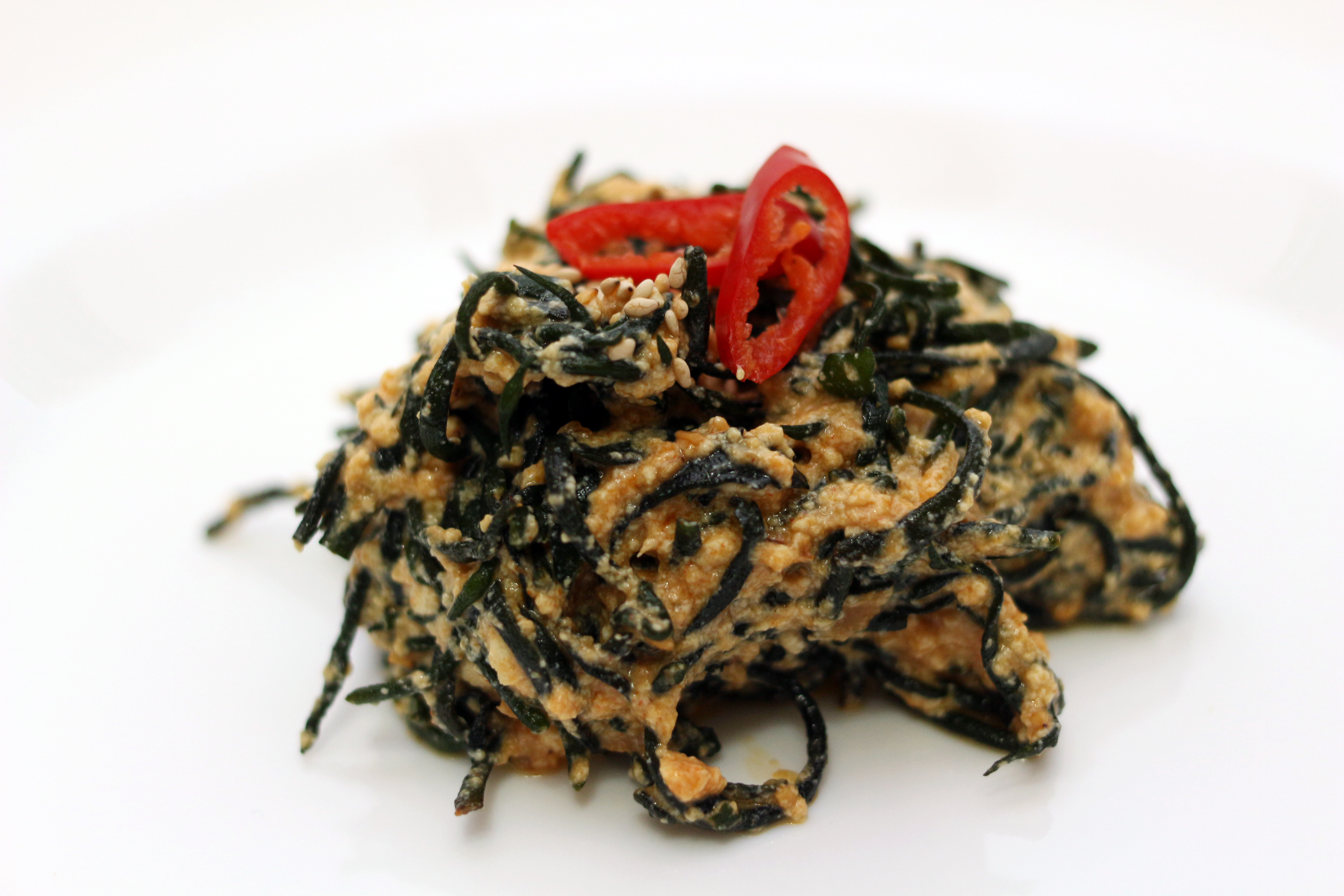
totnamul
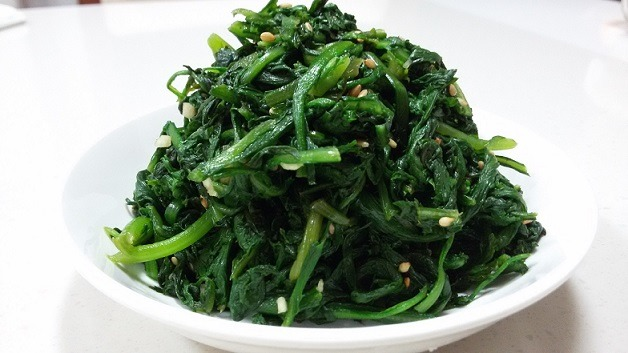
ssukgatnamul
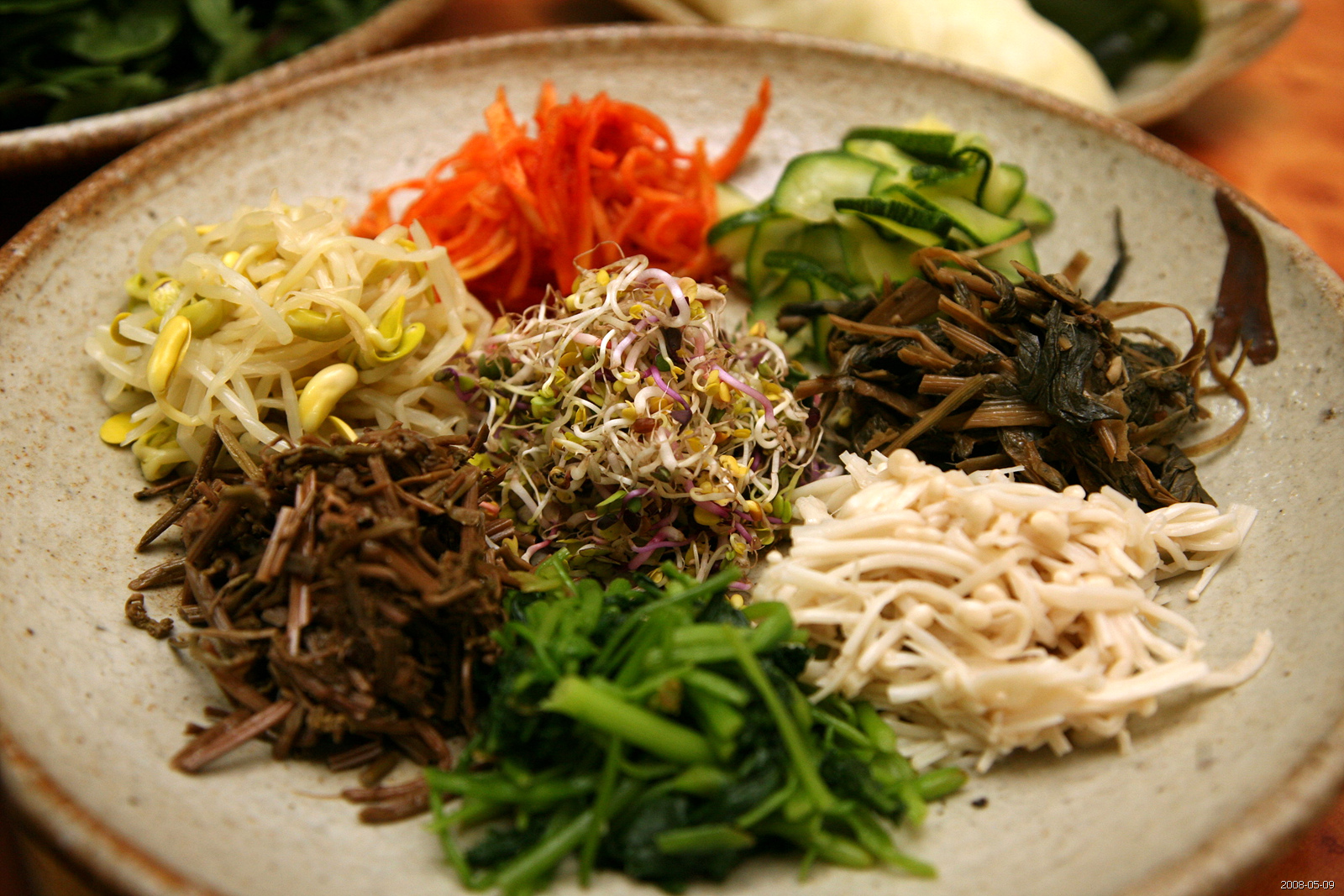
Vari namul per bibimbap
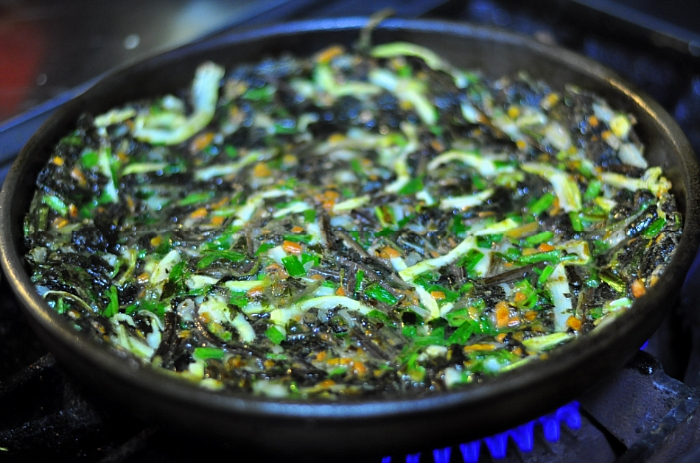
Sannamul jijimi
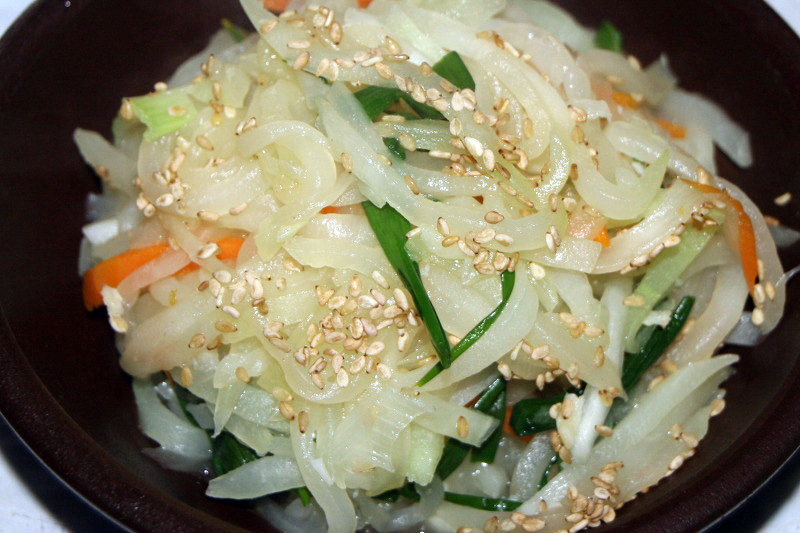
Baknamul